# Helipuerto Ibias

i8
i11
i13
Der Helipuerto Ibias Parque Bomberos Asturias ist ein Hubschrauberlandeplatz im Gemeindegebiet der Stadt San Antolín de Ibias in der Autonomen Region Asturien.
Die Gesamtfläche des Heliports beträgt rund 13.650 m² auf der sich ein betonierter Helipad von 24 × 60 m befindet. Die Flugplatzanlage mit Nebengebäude und Mannschaftsunterkunft wurde von dem Unternehmen Grupo Canastur erbaut und 2010 eingeweiht. Betreiber des Heliports ist Servicio de Emergencias del Principado de Asturias (SEPA). Auf diesem Platz sind in den Sommermonaten bis zu sechs Hubschrauber zur Bekämpfung von Wald- und Flächenbränden stationiert.